# Самоопределение (партия)

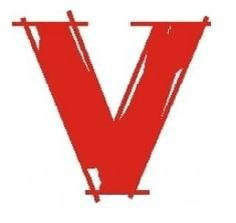

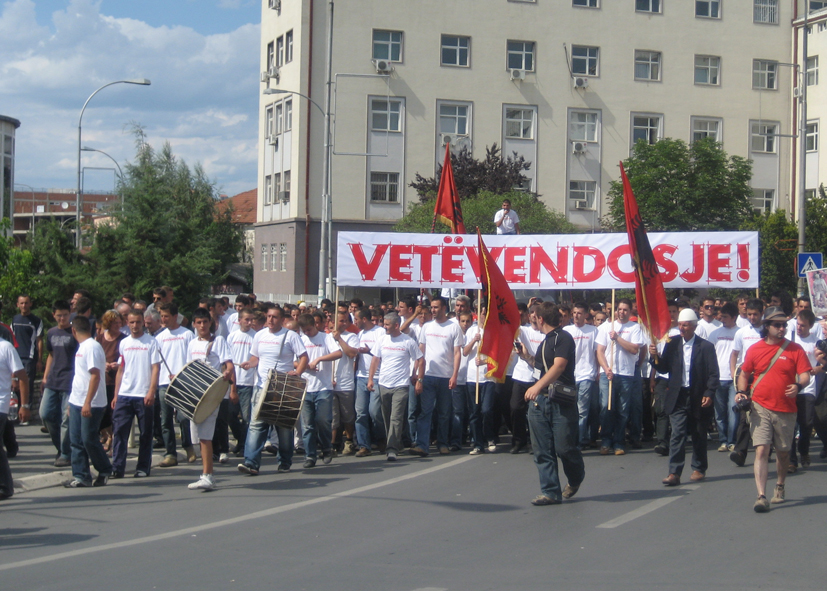
Митинг «Самоопределения»

Самоопределение (алб. Vetëvendosje!), также Движение за самоопределение (алб. Lëvizja Vetëvendosje - LVV) — левонационалистическая политическая партия в Республике Косово.
«Самоопределение» было основано идеологом ненасильственного сопротивления Альбином Курти, получившим известность в конце 90-х организацией массовых студенческих акций протеста. Движение апеллирует к политико-философскому наследию Укшина Хоти.
10 февраля 2007 года международные полицейские открыли огонь по организованной движением 60-тысячной демонстрации, опасаясь, что толпа захватит правительственные учреждения. Против демонстрантов были применены резиновые пули и слезоточивый газ, однако полицейские UNMIK из Румынии начали стрелять по лицам демонстрантов. В результате этого инцидента 2 человека погибло и 7 получили тяжёлые ранения.
Партия выступает за вывод международных сил и против ведения переговоров с правительством Сербии до признания им независимости РК. В 2010 году Курти заявил, что правительству РК следует вести переговоры не с Сербией, а с Албанией (по вопросу об объединении). Годом ранее Курти назвал миссию Евросоюза (EULEX) колониальной администрацией и заявил о готовиности бороться против неё. Кроме массовых демонстраций, организация активно использует граффити на стенах и автомобилях миссии ООН. В конечном итоге партия стремится к объединению с Албанией. В социально-экономических вопросах выступает с критикой приватизации.
12 декабря 2010 года партия впервые приняла участие в парламентских выборах и получила 88 652 (12,69%) голосов и 14 мест.
В 2013 году поглотила Социалистическую партию Косово и Народное движение Косова.
На парламентских выборах 2014 года получила 99 397 (13,6%) голосов и 14 мест.
На парламентских выборах 2017 года получила 200 138 (27,49%) голосов и получила 32 места в парламенте, заняв второе место.
На парламентских выборах 2019 года получила 221 001 (26,01%) голосов и получила 29 мест в парламенте, заняв первое место. Альбин Курти стал премьер-министром.
На парламентских выборах 2021 года получила 48,16% голосов.